# 黃雲書
黃雲書（1769年—1827年），字特登，號炳史。雲南省雲龍縣諾鄧村人。乾隆庚辰科進士黃紹魁孫，乾隆乙卯恩科舉人，道光癸未科進士。欽命以知縣即用，因親老，呈請改教授職，遂授順寧府（治今云南省凤庆县）教授。